# Ipomoea hartwegii
Ipomoea hartwegii är en vindeväxtart som beskrevs av George Bentham. Ipomoea hartwegii ingår i släktet praktvindor, och familjen vindeväxter. Inga underarter finns listade i Catalogue of Life.